# Penic

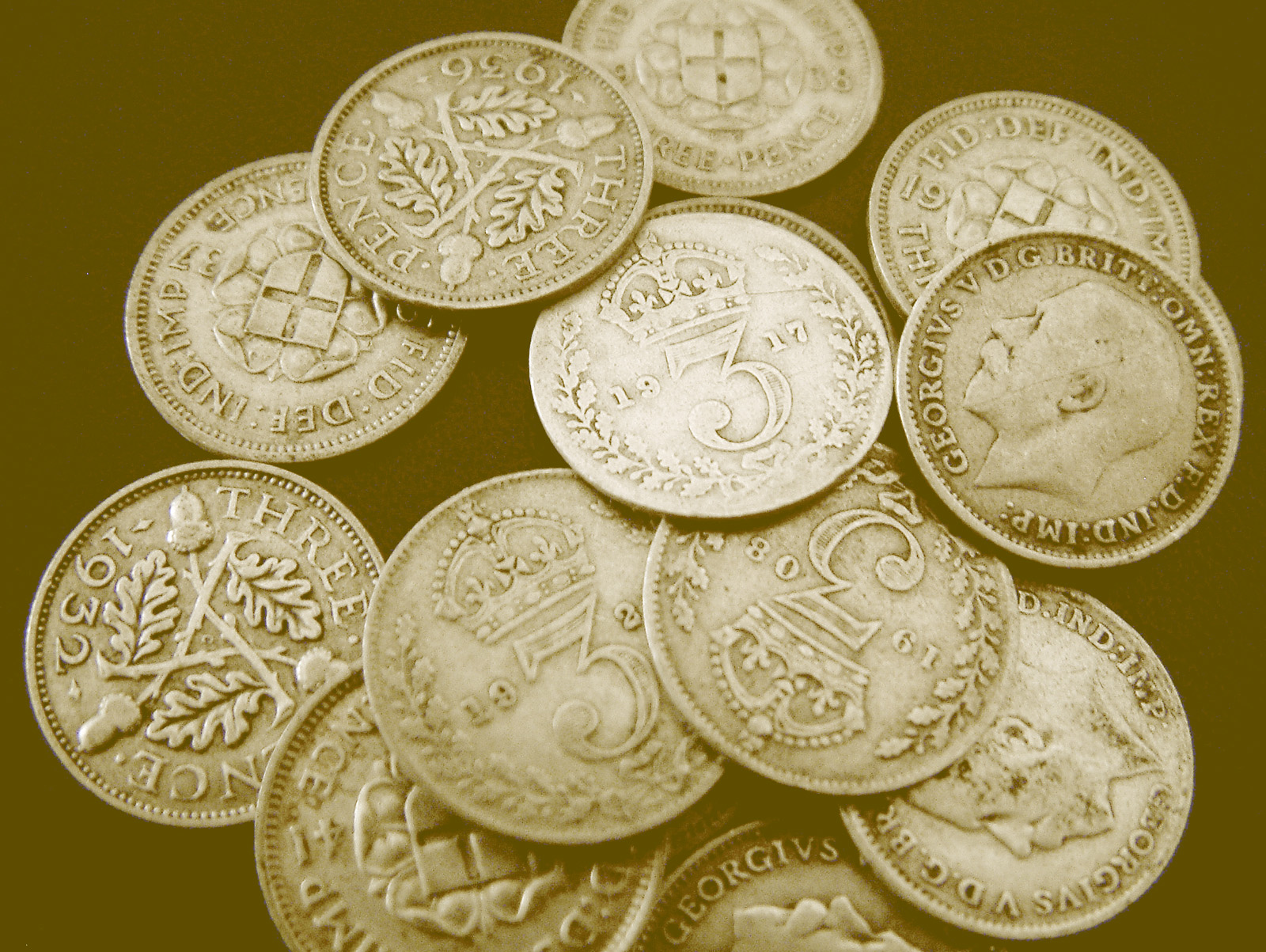
Antigues monedes britàniques de 3 penics

El penic (en anglès penny, plural pence o pennies) és una moneda fraccionària feta anar en diversos estats de tradició britànica.
- És la centèsima part (1/100) de la lliura esterlina del Regne Unit des del 15 de febrer del 1971, i ho va ser de la lliura irlandesa des d'aquesta data fins a l'adopció de l'euro el 2001. S'abreuja p. Fins al 1982, a les monedes britàniques era anomenat new penny per diferenciar-lo dels antics; a partir d'aquella data el nom torna a ser el tradicional, penny.
- Fou la 240a part (1/240) de les lliures esterlina i irlandesa abans del 1971, de la lliura escocesa abans del 1707 i també de les monedes d'Austràlia, Nova Zelanda i Sud-àfrica, entre d'altres, abans de la decimalització. Era la dotzena part (1/12) del xíling. L'antic penic s'abreujava d, abreviació derivada del terme "denari", antiga moneda romana.
- Penny és el nom corrent però no oficial del cèntim (cent), la moneda fraccionària dels Estats Units i el Canadà, i és la centèsima part del dòlar.